# Gatiszcze (obwód lipiecki)
Gatiszcze (ros. Гатище) – wieś (ros. село, trb. sieło) w zachodniej Rosji, centrum administracyjne sielsowietu gatiszczeńskiego rejonu wołowskiego w obwodzie lipieckim.

## Geografia
Miejscowość położona jest nad ruczajem Suchoj, 21,5 km od centrum administracyjnego rejonu (Wołowo), 121 km od stolicy obwodu (Lipieck).
W granicach miejscowości znajdują się ulice: Bieriegowaja, Centralnaja, Imieni gienierała Trubnikowa, Siewiernaja, Sołniecznaja.

## Demografia
W 2012 r. miejscowość zamieszkiwało 475 osób.